# Àcid glutàmic
L'àcid glutàmic (abreviat com a Glu o E) és un dels vint aminoàcids proteïnogènics, i els seus codons són GAA i GAG. És un aminoàcid no essencial. Els anions carboxilats i sals de l'àcid glutàmic es coneixen com a glutamats.

## Química
El grup funcional àcid carboxílic de la cadena lateral té un pKa de 4.1 i es troba carregat negativament a pH fisiològic a causa de la ionització del grup àcid. És considerat com un aminoàcid polar i no hidròfob

## Història
Tot i que es troba de manera natural en una gran varietat d'aliments, la seva contribució gustativa, junt amb la d'altres aminoàcids, no va ser identificada científicament fins a principis del segle vint. La substància va ser descoberta i identificada l'any 1866 pel químic alemany Karl Heinrich Leopold Ritthausen. L'any 1907 l'investigador japonès Kikunae Ikeda, de la Universitat Imperial de Tòquio, va identificar uns cristalls marrons obtinguts de l'evaporació de grans quantitats de brou de kombu com a àcid glutàmic. Aquests cristalls quan es tastaven reproduïen l'inefable però innegable gust que ell detectava en molts aliments, més especialment en algues. El professor Ikeda va anomenar a aquest gust umami. Llavors va patentar un mètode per produir a gran escala una forma cristal·lina de l'àcid glutàmic, el glutamat monosòdic.

## Biosíntesi

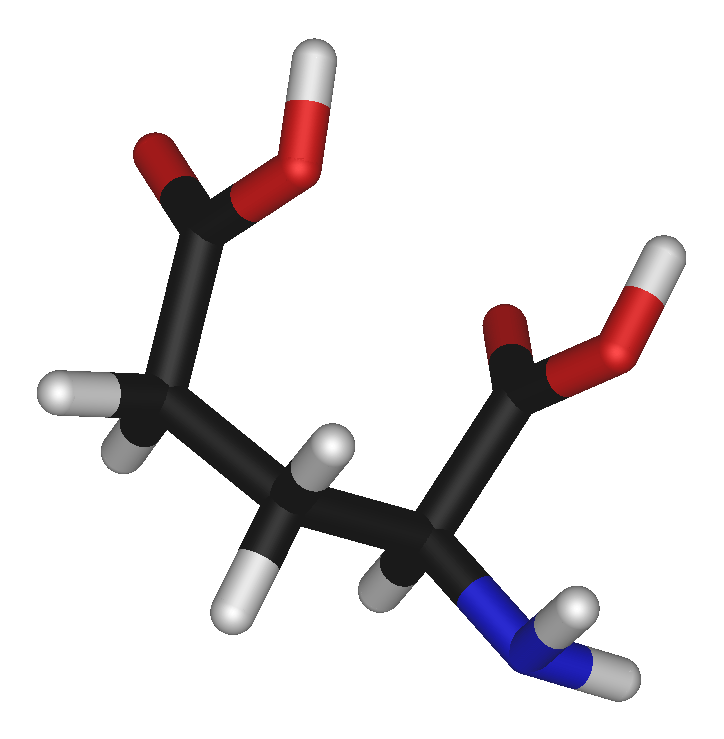
La representació de l'estructura de -àcid glutàmic.

| Reactius                               | Productes               | Enzims       |
| -------------------------------------- | ----------------------- | ------------ |
| Glutamine + H₂O                        | → Glu + NH₃             | GLS, GLS2    |
| NAcGlu + H₂O                           | → Glu + Acetat          |              |
| α-cetoglutarat + NADPH + NH₄+          | → Glu + NADP+ + H₂O     | GLUD1, GLUD2 |
| α-cetoglutarat + α-amino acid          | → Glu + α-oxo àcid      | transaminasa |
| 1-pirrolina-5-carboxilasa + NAD+ + H₂O | → Glu + NADH            | ALDH4A1      |
| N-formimina-L-glutamat + FH₄           | → Glu + 5-formimina-FH₄ | FTCD         |

## Funció i usos

### Metabolisme
El glutamat és una molècula clau en el metabolisme cel·lular. En humans, les proteïnes ingerides són degradades pel procés digestiu fins a aminoàcids, que serveixen com a combustible metabòlic per a altres processos en el cos. Un procés clau de la degradació dels aminoàcids és la transaminació, en la qual el grup amino d'un aminoàcid es transfereix a un α-cetoàcid, típicament catalitzada per una transaminasa. La reacció es pot generalitzar com a:
R1-aminoàcid + R₂-α-cetoàcid ⇌ R1-α-cetoàcid + R₂-aminoàcid
Un α-cetoàcid molt comú és l'α-cetoglutarat, un intermediari en el cicle de l'àcid cítric. La transaminació de l'α-cetoglutarat allibera glutamat. L'α-cetoàcid resultant és normalment un altre α-cetoàcid útil com a combustible o com a substrat d'altres processos metabòlics. Alguns exemples són:
Alanina + α-cetoglutarat ⇌ piruvat + glutamat
Aspartat + α-cetoglutarat ⇌ oxalacetat + glutamat
Tant el piruvat com l'oxalacetat són components clau del metabolisme cel·lular, contribuint com a substrats o metabolits intermediaris en processos fonamentals com la glicòlisi, la gluconeogènesi i també el cicle de Krebs.
El glutamat també té un paper important en la disposició en el cos del nitrogen de rebuig o en excés. El glutamat experimenta la desaminació, una reacció oxidativa catalitzada per la glutamat deshidrogenasa, com es pot veure:
glutamat + aigua + NADP+ → α-cetoglutarat + NADPH + amoníac + H+
L'amoníac (com a amoni) és llavors excretat principalment en forma d'urea, sintetitzada pel fetge. Així, la transaminació pot ser associada amb la desaminació, permetent de forma efectiva l'eliminació del nitrogen dels grups amino dels aminoàcids, per mitjà de glutamat que actua d'intermediari, i finalment la seva excreció del cos en forma d'urea.

### Neurotransmissor
El glutamat és el neurotransmissor excitador més abundant en el sistema nerviós vertebrat. A les sinapsis químiques, el glutamat s'emmagatzema en vesícules. Els impulsos nerviosos provoquen l'alliberament del glutamat de la cèl·lula pre-sinàptica. En la cèl·lula oposada, post-sinàptica, conté receptors del glutamat, que en unir-lo s'activen. Hi ha tres tipus de receptors de glutamat ionotròpics (receptors NMDA, AMPA i kainat) i receptors de glutamat metabotròpics. Degut al seu paper en la plasticitat sinàptica el glutamat està implicat en funcions cognitives com ara l'aprenentatge i la memòria. La forma de plasticitat coneguda com a potenciació a llarg termini té lloc a les sinapsis glutamatèrgiques en l'hipocamp, neocòrtex i altres parts del cervell.
Els transportadors del glutamat es troben en les membranes de les neurones i cèl·lules de la glia. Treuen ràpidament el glutamat de l'espai extracel·lular. En cas de dany cerebral o de malaltia, poden treballar en sentit contrari, acumulant-se un excés de glutamat a l'exterior de les cèl·lules. Aquest procés pot produir exocitotoxicitat que és deguda a l'entrada d'ions de calci a les cèl·lules pels canals de NMDA, comportant un dany neuronal i, amb el temps, la mort cel·lular. Els mecanismes de mort cel·lular inclouen:
- Dany als mitocondris a causa de l'excés de Ca2+[4] en el medi intracel·lular.
- L'aparició dels factors de transcripció per a gens pre-apoptòtics o la inhibició d'aquests factors per a gens anti-apoptòtics, mediada per Glu/Ca2+

L'excitotoxicitat deguda al glutamat es troba en un conjunt de cascades isquèmiques i està associada amb l'ictus i malalties com l'esclerosi múltiple, Latrsime, autisme, algunes formes de retard mental i Alzheimer.
L'àcid glutàmic ha estat implicat en episodis d'epilèpsia. La injecció d'àcid glutàmic en neurones produeix despolaritzacions espontànies amb una freqüència d'un segon i el patró de reacció és semblant al que s'anomena despolarització paraxosimal en un atac epilèptic. Aquest canvi en el potencial de membrana en repòs als focus de l'atac podria causar l'obertura espontània dels canals de calci operats per voltatge, comportant l'alliberament d'àcid glutàmic i un augment en la despolarització a continuació.
Les tècniques experimentals per detectar glutamat en cèl·lules intactes inclouen l'ús de nanosensors creats amb enginyeria genètica. El sensor és una fusió entre una proteïna que s'uneix al glutamat i dues proteïnes fluorescents. Quan el glutamat s'uneix a la proteïna, la fluorescència del sensor sota llum ultraviolada canvia a causa de la ressonància entre els dos fluoròfors. La introducció del nanosensor en les cèl·lules permet la detecció òptica de la concentració de glutamat. També es coneixen anàlegs, equivalents sintètics de l'àcid glutàmic que poden ser activats amb llum ultraviolada i microscopis d'excitació de dos fotons. Aquest mètode d'alliberament ràpid per mitjà de fotoestimulació és útil per estudiar la connexió entre neurones i per entendre el funcionament de la sinapsis.
L'evolució dels receptors de glutamat és totalment oposada en els invertebrats, particularment en artròpodes i nematodes, on el glutamat estimula l'obertura de canals de clor. Les subunitats β del receptor responen amb una gran afinitat al glutamat i la glicina. L'objectiu terapèutic de la teràpia antelmintica ha sigut concentrar-se en aquests receptors utilitzant les avermictines. Les avermictines es dirigeixen a la subunitat α dels canals de clor seleccionats per glutamat amb gran afinitat. També s'han descrit aquests receptors en artròpodes, com la ‘'Drosophila melanogaster i Lepeophtheirus salmonis. L'activació irreversible d'aquests receptors amb avermictina produeix la hiperpolarització de les sinapsis i les juntes neuromusculars provocant una paràlisi flàccida i la mort del nematode o artròpode.

### Circuits glutamèrics de senyalització no–sinàptica en el cervell
En cervells de drosophila el glutamat extracel·lular regula l'agrupació post-sinàptica dels receptors de glutamat, a través d'un procés que implica una desensibiliització del receptor. Un gen expressat en cèl·lules glials transporta activament el glutamat cap a l'espai extracel·lular, mentre estimula els receptors de glutamat metabotròpics del grup II al nucleus accumbens. S'ha trobat que aquest gen redueix els nivells de glutamat extracel·lulars. Això suggereix que el glutamat extracel·lular té un paper com a “hormona” en un gran sistema homeostàtic.

#### Precursos del GABA
El glutamat també és utilitzat com a precursor per a la síntesi de l'inhibidor GABA en neurones GABA-èrgiques. Aquesta reacció és catalitzada per la glutamat descarboxilasa (GAD) que és més abundant en el cerebel i en el pàncrees.
La síndrome de l'home rigid (Stiff-man) és un trastorn neurològic causat per l'atac de la GAB per part d'anticossos, cosa que comporta una disminució de la síntesi de GABA i, per tant, reaccions incontrolades dels músculs com ara espasmes o rigidesa muscular. Com que el pàncrees també té una important presència de l'enzim GAD, els anticossos ataquen el pancreas produint diabetis mellitus en les persones afectades per aquesta síndrome.

### Potenciador del gust
L'àcid glutàmic lliure es troba en una gran varietat d'aliments, inclòs el formatge i la salsa de soja. És el responsable de produir un dels cinc gustos bàsics que té el sentit del gust en els humans (umami). L'àcid glutàmic sovint és emprat com a additiu alimentari i potenciador del gust en forma de glutamat monosòdic (sal sòdica de l'àcid glutàmic).

### Nutrient
El peix, la carn, productes làctics, kombu i aviram són fonts excel·lents d'àcid glutàmic. També ho són algunes plantes riques en proteïnes. Un 95% del glutamat ingerit en la dieta és metabolitzat per les cèl·lules intestinals en un primer pas.

### Creixement de vegetals
L'auxigro és una preparació que conté un 29,2% d'àcid glutàmic que indueix el creixement de les plantes.

## Producció
El grup xinès Eufeng Group Limited és el productor més gran d'àcid glutàmic en el món, amb una capacitat que arribava a 300,000 tones a finals del 2006; representa el 30% del mercat xinès. Meihua és el segon productor més gran. Conjuntament amb els cinc principals productors es reparteixen un 50% del mercat xinès que té una demanda anual de 1.1 milions de tones mentre que la demanda global (incloent la Xina) és de 1.7 milions de tones anuals.

## Farmacologia
La droga fenciclidina, o DCP, inhibeix de forma no competitiva el receptor NMDA de l'àcid glutàmic. Per aquesta raó les dosis sub-anastètiques de cetamina tenen un fort efecte dissociant i al·lucinogen. El glutamat no travessa amb facilitat la membrana cerebrovascular, però, en canvi, aquest transport és mediat per un transportador d'elevada afinitat. També es pot transformar en glutamina.